# Giselle Laronde
 Giselle Laronde-West (sinh ngày 24 tháng 10 năm 1963) người đã chiến thắng trong cuộc thi Hoa hậu Thế giới 1986, đại diện cho Trinidad và Tobago. Cô đã trở thành người phụ nữ đầu tiên từ Trinidad & Tobago chiến thắng trong cuộc thi này.
Giselle được sinh ra tại Port of Spain, nhưng cùng gia đình dọn tới San Fernando, Trinidad và Tobago khi cô lên 10. Là một trong 4 người con, cô đã học ở trường St. Peter tại Pointe-à-Pierre và trường trung học nữ St. Francois.
Sau khi chiến thắng trong cuộc thi Hoa hậu Thế giới, cô đã dùng tiền thưởng của mình để nhập học Đại học Luân Đôn và tại nơi đây cô đã hoàn tất văn bằng Xã hội và Truyền thông. Cô kết hôn với Heathcliff West và có 2 đứa con trai. Ngày nay cô vẫn sống tại Trinidad & Tobago.

## Hiển thị
- Giselle La Ronde, Caribbean Hall of Fame
- http://www.tntisland.com/universe.html

| Tứ đại Hoa hậu (1986)            | Tứ đại Hoa hậu (1986)            | Tứ đại Hoa hậu (1986)             | Tứ đại Hoa hậu (1986)     |
| -------------------------------- | -------------------------------- | --------------------------------- | ------------------------- |
| Hoa hậu Hoàn vũ Bárbara Palacios | Hoa hậu Thế giới Giselle Laronde | Hoa hậu Quốc tế Helen Fairbrother | Hoa hậu Trái đất không có |